# Zellkautschuk
Zellkautschuk (auch Zellgummi) ist ein geschlossenzelliges schaumförmiges Elastomer, welches unter anderem zum Abdichten, Weichlagern, Dämmen, Isolieren, Entklappern und Entdröhnen verwendet wird. Bezüglich seiner Porenstruktur grenzt es sich von den anderen Porengummi-Typen ab, dem Moosgummi mit weitgehend geschlossenen Poren und dem offenporigen Schwammgummi.

## Eigenschaften und Anwendungsgebiete
Der Zellkautschuk ist ein geschlossenzelliges oder -poriges Elastomer, welches in Blockform (z. B. 2000 × 1000 × 50 mm) hergestellt bzw. geschäumt wird und dann weiterverarbeitet werden kann. 
Die Zellen dieses Schaumes sind nicht untereinander verbunden, der Werkstoff ist somit wasser- und luftdicht. Auch ohne weitere Behandlung wie Beschichtung oder ähnliches nimmt Zellkautschuk keine Feuchtigkeit auf. 
Eine typische Alterungsfolge bei Zellkautschuk ist Materialschrumpfung. Diese ist produktgegeben und unvermeidbar, aber je nach Zellkautschuk-Sorte unterschiedlich stark ausgeprägt.
Produziert und geliefert wird Zellkautschuk in Ausnahmefällen ab einer Stärke von 0,8 mm, in der Regel aber ab 2,0 mm in Form von Platten, als Bahnenware, kundenspezifischen Zuschnitten, Streifen oder Stanzteilen. Zellkautschuk wird in der Praxis oft auf einer Seite mit einer Selbstklebeschicht ausgerüstet. Die Klebebeschichtung dient als Montagehilfe. Zellkautschuk wird meist als Dichtungsmaterial, Isolation, Abstandshalter, Vibrationsschutz oder auch als Bastelmaterial eingesetzt.
Die Elastomere liefern das Grundgerüst für die Gummimischungen, die endgültigen Eigenschaften des Produkts werden durch weitere Hilfsstoffe wie Füllstoffe, Weichmacher, Alterungsschutzmittel, Vernetzungschemikalien und andere bestimmt.
Unterschieden werden vier Hauptgruppen von Zellkautschuk-Mischungen bzw. Elastomeren:
- Naturkautschuk (auch Latex; Kürzel NR) eignet sich für normale technische Zwecke ohne besonders hohe Anforderungen an Temperatur, Alterung, Beständigkeiten etc. Naturkautschuk hat eine durchschnittliche Rohdichte von ca. 130–160 kg/m³
- EPDM (veraltet auch APTK genannt) ist für Außenzwecke geeignet und somit sehr gut beständig gegen Alterung, Ozon, Licht, Witterung, Temperatur etc. Die EPDM-Qualität hat zudem eine gute Lichtrissbeständigkeit. Die Rohdichten betragen ca. 145 kg/m³
- Chloropren-Kautschuk (auch Neopren; Kürzel CR) ist für hohe Anforderungen bezüglich Temperatur, Entflammbarkeit, Öl-, Säure-, Laugen- und Fettbeständigkeit sowie ebenfalls Witterung, Alterung und Ozon gut. Die Rohdichte beträgt im Schnitt ca. 160–170 kg/m³
- Nitrilkautschuk  (Kürzel NBR) ist eine ölfeste und teilweise benzinbeständige, ebenfalls sehr gute witterungs- und ozonbeständige, jedoch brennbare Qualität. Die Rohdichte beträgt ca. 160–200 kg/m³